# Jeff Daniel Phillips
Jeffrey Daniel Phillips est un acteur américain.

## Filmographie
- 1991 : Son of Darkness: To Die for II : un policier
- 1992 : Les Experts : Playtronics Perimeter Guard
- 1992 : Peephole : Psychological Mugger
- 1997 : Beyond Belief: Fact or Fiction : Homeless Man
- 1997 : Profiler : Dan Torpton
- 2001 : Philly : Witness
- 2006 : Blackout : Iron Cross
- 2006 : Standoff : Les Négociateurs : Neil Van Sickle
- 2007 : Zodiac : Informant
- 2007 : Cavemen : Maurice
- 2009 : Halloween 2 : Howard / oncle Seymour Coffins
- 2010 : Les Experts : Miami : Photo assistant
- 2010 : Faster : Cohort
- 2013 : The Lords of Salem : Herman Salvador
- 2014 : Burning Dog : Olivier
- 2015 : The Last Duane : Sol White
- 2015 : Marvel : Les Agents du SHIELD : David A. Angar
- 2015 : Westworld : Tenderloin
- 2016 : Happy Birthday! : Frank Zappa
- 2016 : 31 : Roscoe
- 2017 : APB : Alerte d'urgence : Duke Johnson
- 2017 : Burning Dog : Olivier
- 2017 : Psychopaths : Storyteller
- 2017 : Flaked : Uno
- 2017 : Claws : Circus
- 2017 : The Gifted :  Fade / Tex
- 2019 : 3 From Hell
- 2019 : Satanic Panic : Steve Larson
- 2022 : The Munsters : Herman Munster